# Người Xơ Đăng

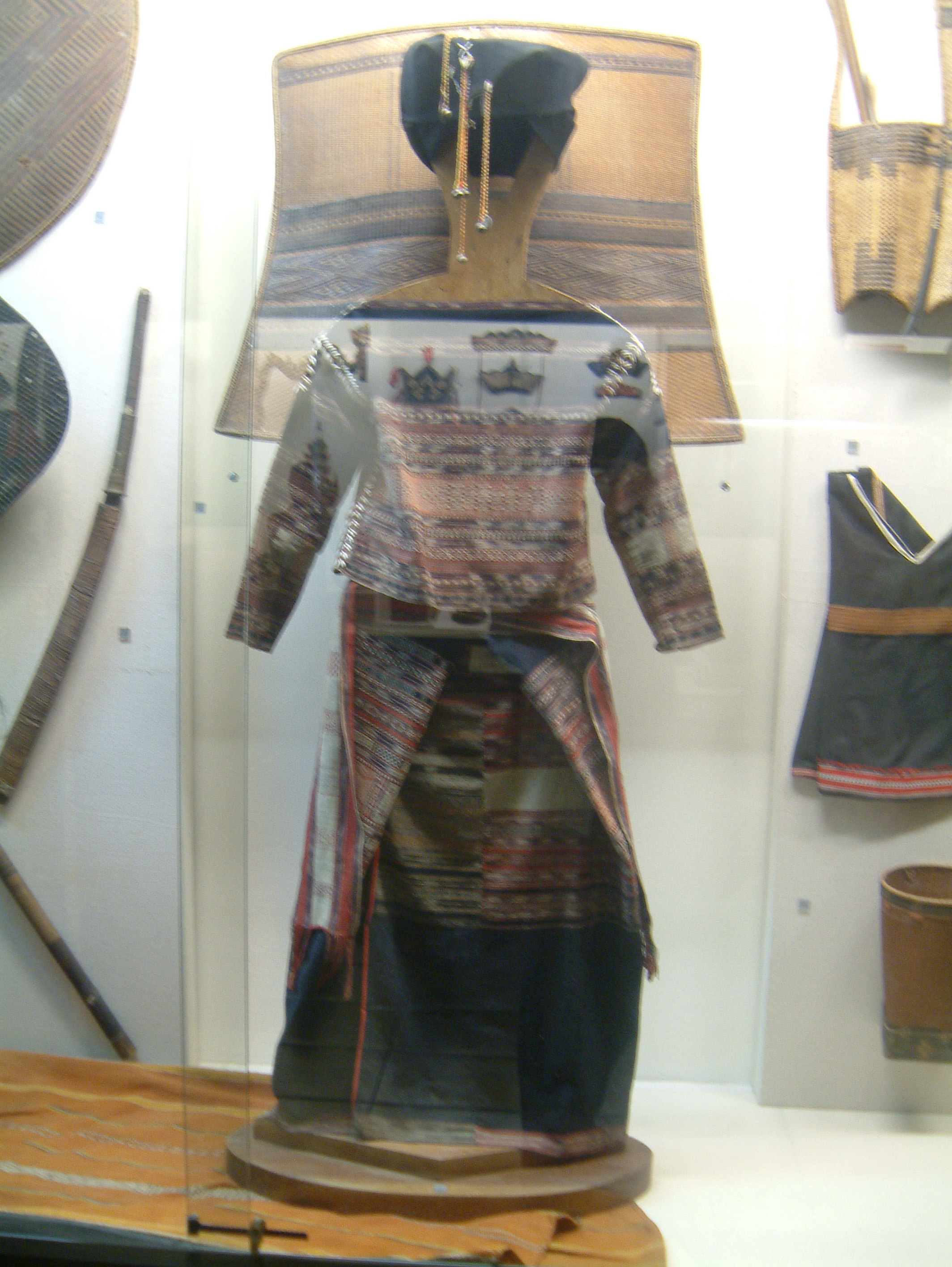
Trang phục dân tộc Xơ Đăng (ảnh chụp tại Bảo tàng Dân tộc học Việt Nam)

Người Xơ Đăng hay Xê Đăng, còn có tên gọi khác là Sedang, Cà Dong, Sơ-drá, Hđang, Mơ-nâm, Hà Lăng, KmRâng, Bri La, Tang, Tà Trĩ, Châu, Con Lan, là một dân tộc trong số 54 dân tộc tại Việt Nam .
Tiếng Xơ Đăng là ngôn ngữ thuộc Nhóm ngôn ngữ Môn-Khmer của ngữ hệ Nam Á.

## Dân số và địa bàn cư trú
Người Xơ Đăng cư trú tập trung ở tỉnh Kon Tum, một số ít ở miền núi của tỉnh Quảng Ngãi và tỉnh Quảng Nam. Người Xơ Đăng có quan hệ gần gũi với người Giẻ Triêng, người Co, người Hrê và người Ba Na.
Theo Tổng điều tra dân số và nhà ở năm 2019, người Xơ Đăng ở Việt Nam có dân số 212.277 người, có mặt tại 41 trên tổng số 63 tỉnh, thành phố. Người Xơ Đăng cư trú tập trung tại tỉnh:
- Kon Tum (133.117 người, chiếm 24,4% dân số toàn tỉnh và 61,8% tổng số người Xơ Đăng tại Việt Nam),
- Quảng Nam (47.268 người, chiếm 22,4% tổng số người Xơ Đăng tại Việt Nam),
- Quảng Ngãi (19.690 người),
- Đắk Lắk (9.818 người),
- Gia Lai (964 người)[4]...

### Người Xơ Teng
Người Xơ Teng hay Xơ Đeng là nhánh lớn nhất của dân tộc Sê Đăng, ngôn ngữ là tiếng Xơ Teng. Họ cư trú ở huyện Ngọc Hồi, Đắk Tô, Đắk Hà và Tu Mơ Rông.

### Người Hà Lăng
Người Hà Lăng hay Selang là một nhánh của dân tộc Sê Đăng, dân số khoảng 20,000 người, ngôn ngữ là tiếng Hà Lăng. Họ cư trú chính ở huyện Tu Mơ Rông và huyện Đăk Glei, Kon Tum.

### Người Mơ Nâm
Người Mơ Nâm nói tiếng Mơ Nâm, là một nhánh của dân tộc Sê Đăng, họ chủ yếu cư trú tại huyện miền núi Kon Plong, tỉnh Kon Tum.

### Người Ca Dong
Người Ca Dong nói tiếng Ca Dong, sinh sống lâu đời tại vùng chân núi Ngọc Lĩnh ở hai huyện Nam và Bắc Trà My thuộc tỉnh Quảng Nam và huyện Sơn Tây tỉnh Quảng Ngãi.

### Người Sơ Drá
Người Sơ Drá hay S'drá nói tiếng Sơ Drá, sinh sống ở Kon Tum hiện nay có khoảng 17,424 người, sống tập trung ở các xã Đăk Ui, Ngọk Réo (huyện Đăk Hà) và Đăk Kôi, Đăk Tờ Lùng (huyện Kon Rẫy).

### Các nhánh khác
Ngoài ra còn có nhóm Kon H'ring sinh sống tại phía Tây Nam thành phố Kon Tum. Nhóm Ta Kua (Kơ Tua) tại Tu Mơ Rông và Nam Trà My, Quảng Nam.

## Đặc điểm kinh tế
Người Xơ Đăng làm rẫy là chính. Nhóm Mơ-nâm làm ruộng nước nhưng không cày bừa mà lại dùng sức trâu, sức người để giẫm nát đất. Họ chăn nuôi gia súc, gia cầm, săn bắn, hái lượm, đánh bắt cá, đan lát, dệt, rèn. Nhóm Tơ-dra có nghề rèn từ quặng sắt rất phát triển và nổi tiếng.

## Tổ chức cộng đồng
Mỗi làng Xơ Đăng có nhà rông, có bãi mộ chôn người chết... Nhà cửa của dân làng quây quần bên nhau, mọi người gắn bó giúp đỡ nhau. Ông "già làng" được trọng nể nhất, là người điều hành mọi sinh hoạt chung trong làng và đại diện của dân làng.

## Hôn nhân gia đình
Tên của người Xơ Đăng không có họ kèm theo, nhưng có từ chỉ định giới tính: nam là A, nữ là Y (ví dụ như là A nhong, Y huong). Trai gái lớn lên, sau khi đã cưa răng theo phong tục (ngày nay ít người còn theo phong tục này), được tìm hiểu, yêu nhau. Lễ cưới xin đơn giản. Sau lễ cưới, đôi vợ chồng ở luân chuyển với từng gia đình mỗi bên ít năm, rất ít trường hợp ở hẳn một bên.

## Văn hóa
Trong số các lễ cúng, lễ hội truyền thống của người Xơ Đăng, lễ đâm trâu được tổ chức long trọng nhất, đông vui nhất. Người Xơ Đăng thích hát múa, tấu chiêng cồng, chơi đàn, kể chuyện cổ. Đàn ông không chỉ có tinh thần thượng võ, mà còn tài nghệ trong kiến trúc, điêu khắc và hội họa, tạo nên những sản phẩm tiêu biểu, đó là ngôi nhà rông và cây nêu trong lễ đâm trâu.
Mỗi làng người Xơ Đăng đều có nhà rông, nóc và mái được tạo dáng như cánh buồm lớn hoặc lưỡi rìu khổng lồ ngửa lên trời. Có hình chim chèo bẻo hay hình sừng thú chót vót ở hai đầu đốc. Nhà rông được dân làng tạo dựng nên hoàn toàn bằng thảo mộc có sẵn ở địa phương. Kỹ thuật xây dựng chỉ là lắp ghép và chằng buộc, không hề dùng đến đinh sắt, dây thép... Nhà rông thực sự là công trình kiến trúc, một sản phẩm văn hóa, là trụ sở và câu lạc bộ trong làng của người Xơ Đăng.
Người Xơ Đăng có sự đối xử bình đẳng giữa nam và nữ, không phân biệt giữa con riêng và con chung, con đẻ và con nuôi, con của mình và con của anh em họ. Quan hệ làng bản khá đoàn kết, có tục kết nghĩa với người cùng tuổi hoặc cùng tên. Con cháu cùng họ không được phép kết hôn với nhau.

## Trang phục
Tấm choàng của phụ nữ Xơ Đăng được dệt từ những sợi bông với nhiều màu sắc khác nhau, trong đó màu đen là chủ thể.
Xơ Đăng là 1 trong 47 dân tộc sinh sống ở vùng đất Tây Nguyên với truyền thống văn hóa đặc sắc, trong đó có những nét đẹp trên trang phục. Nghề dệt thổ cẩm truyền thống, đồng bào Xơ Đăng đã có từ lâu đời, góp phần lưu giữ những nét đặc trưng nhất trên trang phục của dân tộc Xơ Đăng.
Trong 5 nhóm địa phương thì ngoài nhóm đồng bào Ca Dong thì các nhóm chính của dân tộc Xơ Đăng như Xơ Teng, Tơ Đrá, Mơ Nâm, Hà Lăng, đều có nghề dệt thổ cẩm truyền thống. Khung cửi của đồng bào Xơ Đăng nói chung cũng giống như khung dệt của đồng bào Ba Na hay Gia Rai. Họ chủ yếu dệt vải khổ hẹp từ 30 – 40 cm, nhưng cũng có khi dệt khổ vải rộng tới 80 cm. Nhờ nghề dệt, đồng bào dân tộc Xơ Đăng vẫn giữ được các loại hình trang phục với những nét đặc trưng theo từng nhóm địa phương. Các dân tộc khác ở Tây Nguyên thường có màu đen và màu chàm nhưng trang phục của đồng bào Xơ Đăng là màu chàm. Nhà nghiên cứu văn hóa dân tộc Tây Nguyên, bà Lương Thanh Sơn, cho biết: Kiểu trang phục của đồng bào Xơ Đăng khá giống với trang phục của các dân tộc ở khu vực Tây Nguyên: "Cũng như các dân tộc khác ở Tây Nguyên, trang phục của đồng bào Xơ Đăng  thường có màu đen và màu chàm. Hoa văn trên trang phục chủ yếu được trang trí xung quanh áo, váy".
Trang phục đậm chất Tây Nguyên của dân tộc Xơ Đăng là các loại khố, áo của đàn ông; áo chui đầu tay áo được khoét sát nách và váy quấn của phụ nữ, khăn đội đầu, tấm choàng, tấm địu trẻ em. Trang phục truyền thống của đồng bào Xơ Đăng thì nam giới đóng khố, cởi trần. Khố là một tấm vải dài, khổ hẹp luồn qua háng, quấn quanh thắt lưng, thả mành mành hai đầu buông dài trước và sau đến gần cổ chân. Trong các lễ hội, trang phục của người đàn ông quấn thêm một tấm vải quấn chéo trên ngực, nhìn như một chiến binh đang ra trận. Nhà nghiên cứu văn hóa các dân tộc Tây Nguyên, bà Linh Nga Nie KĐăm, cho biết: "Mỗi dân tộc ở Tây nguyên có nét riêng về trang phục và có đặc trưng riêng. Dân tộc của người Jalai, Chu ru thì tay dài, váy dào, hoa văn chỉ ở gấu áo, trên ngực.. Người Xơ Đăng lại mặc váy cộc, áo cộc. Hoa văn dày đặc hơn".
Một bộ trang phục truyền thống của phụ nữ Xơ Đăng gồm có: áo, váy và tấm choàng (khăn vai). Áo là kiểu áo chui đầu, không có tay. Tấm choàng hay còn gọi là khăn vai của phụ nữ Xơ Đăng được dệt từ những sợi bông với nhiều màu sắc khác nhau, chủ yếu là màu đen. Bà Y Mon, xã Đak Ang, huyện Ngọc Hồi, tỉnh Kon Tum, cho biết: "Trang phục ngày xưa của dân tộc Xơ Đăng là áo trắng, váy đen và có một dây buộc ở bụng. Thường thì bây giờ chúng tôi mua vải dệt về tự may trang phục".
Các thiếu nữ Xơ Đăng đến tuổi trưởng thành thường dùng tấm choàng khoác qua người như một dấu hiệu cho những chàng trai biết mình chưa xây dựng gia đình để có thể trò chuyện, tìm hiểu. Khi về nhà chồng, người con gái đem theo tấm choàng và giữ gìn như một vật kỷ niệm quý giá của thời con gái. Tấm choàng của phụ nữ Xơ Đăng được dệt từ những sợi bông với nhiều màu sắc khác nhau, trong đó màu đen là chủ thể. Để có tấm choàng, họ dệt tấm vải với kích thước cần dùng sau đó ghép 2 tấm lại. Trên mặt phải của tấm choàng được trang trí hoa văn hình quả trám xen kẽ với các dải màu đen, trắng, đỏ. Phụ nữ Xơ Đăng cũng thích đeo đồ trang sức bằng cườm đá nhiều màu sắc ở thắt lưng, cổ tay, cổ chân, đeo vòng đồng, vòng bạc trên cổ và khuyên tai.
Dù cuộc sống có nhiều đổi thay, đời sống phát triển, người Xơ Đăng có nhiều lựa chọn để may, mặc các bộ trang phục khác. Tuy nhiên trong các dịp lễ hội, đồng bào Xơ Đăng vẫn khoác trên mình những bộ trang phục truyền thống, để giữ gìn nét văn hóa và bản sắc của dân tộc mình.

## Các nhân vật
| Tên   | Sinh thời | Hoạt động |
| ----- | --------- | --- |
| A Pớt | 1963-...  | Đại biểu Quốc hội Việt Nam khóa 14 (2016-2021), Phó Bí thư Tỉnh ủy Kon Tum, quê xã Sa Loong, huyện Ngọc Hồi, tỉnh Kon Tum |